# بیرزه‌فلد
بیرزه‌فلد (به هلندی: Beerzerveld) یک منطقهٔ مسکونی در هلند است که در اومن واقع شده‌است. بیرزه‌فلد ۴۰۳ نفر جمعیت دارد.